# Сфендами
Сфендами, още Сфендамио, Паляни или Поляни (на гръцки: Σφενδάμι, Σφενδάμιο, Σφενδάμη, катаревуса Σφενδάμιον, Сфендамион, до 1926 Πάλιανη, Паляни), е село в Егейска Македония, Гърция, дем Пидна-Колиндрос на административна област Централна Македония.

## География
Селото е разположено на 160 m надморска височина на двадесетина километра северно от Катерини.

## История
Малкият параклис „Света Параскева“ е средновековен и е обявен за защитен паметник на културата.
В края на XIX век Паляни е гръцко село в Катеринската каза на Османската империя. Александър Синве („Les Grecs de l’Empire Ottoman. Etude Statistique et Ethnographique“) в 1878 година пише, че в Паляни (Palliani), Китроска епархия, живеят 48 гърци.
В 1913 година след Междусъюзническата война селото остава в Гърция. В 1922 година в селото са заселени гърци бежанци. В 1928 година е смесено местно-бежанско селище със 120 бежански семейства и 531 жители бежанци.
Населението традиционно произвежда жито, грозде и се занимава и със скотовъдство.
| Година    | 1913 | 1920 | 1928 | 1940 | 1951 | 1961 | 1971 | 1981 | 1991 | 2001 | 2011 | 2021 |
| --------- | ---- | ---- | ---- | ---- | ---- | ---- | ---- | ---- | ---- | ---- | ---- | ---- |
| Население | 173  | 212  | 1140 | 2115 | 1762 | 1632 | 1141 | 1231 | 1209 | 1167 | 935  | 694  |

## Личности
Родени в Сфендами
- Илияс Пелалис (Ηλίας Πελάλης), гръцки андартски деец, четник при Телос Аграс[7]